# جورج تاون، کوئینزلند
جورج تاون (به انگلیسی: Georgetown) یک شهرک در استرالیا است که در Shire of Etheridge واقع شده‌است. در سرشماری استرالیا ۲۰۱۱ در جورج تاون جمعیت آن ۲۴۳ نفر بود.

## جستارهای وابسته

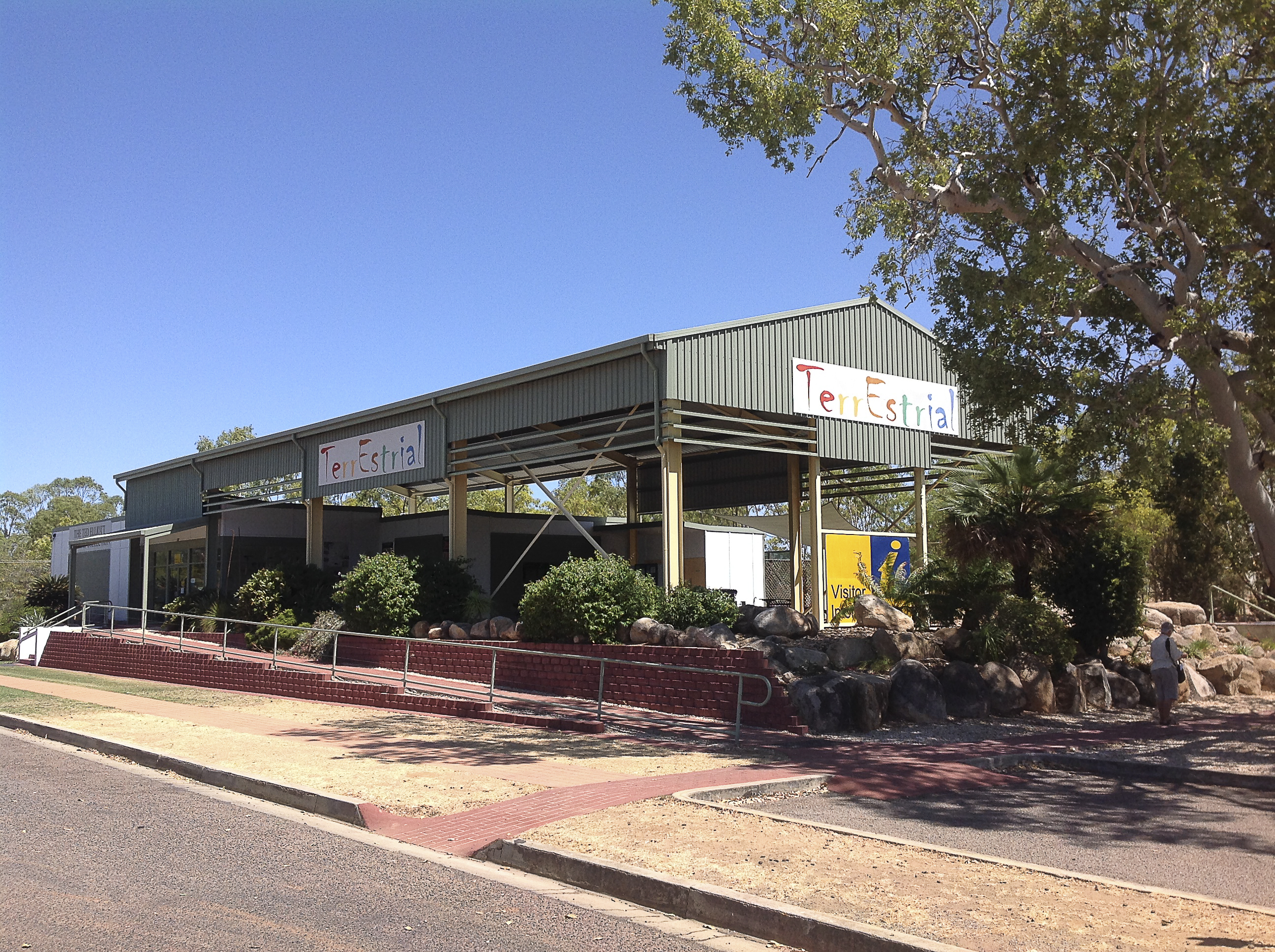
مرکز اطلاعات زمین جورج تاون

## آب و هوا
| داده‌های اقلیم جورج تاون     | داده‌های اقلیم جورج تاون | داده‌های اقلیم جورج تاون | داده‌های اقلیم جورج تاون | داده‌های اقلیم جورج تاون | داده‌های اقلیم جورج تاون | داده‌های اقلیم جورج تاون | داده‌های اقلیم جورج تاون | داده‌های اقلیم جورج تاون | داده‌های اقلیم جورج تاون | داده‌های اقلیم جورج تاون | داده‌های اقلیم جورج تاون | داده‌های اقلیم جورج تاون | داده‌های اقلیم جورج تاون |
| ماه                         | ژانویه                  | فوریه                   | مارس                    | آوریل                   | مه                      | ژوئن                    | ژوئیه                   | اوت                     | سپتامبر                 | اکتبر                   | نوامبر                  | دسامبر                  | سال                     |
| --------------------------- | ----------------------- | ----------------------- | ----------------------- | ----------------------- | ----------------------- | ----------------------- | ----------------------- | ----------------------- | ----------------------- | ----------------------- | ----------------------- | ----------------------- | ----------------------- |
| سابقهٔ بیش‌ترین °C (°F)       | ۴۳٫۵ (۱۱۰)              | ۴۱٫۰ (۱۰۶)              | ۳۹٫۲ (۱۰۳)              | ۳۸٫۳ (۱۰۱)              | ۳۶٫۸ (۹۸)               | ۳۴٫۸ (۹۵)               | ۳۵٫۴ (۹۶)               | ۳۷٫۰ (۹۹)               | ۳۹٫۵ (۱۰۳)              | ۴۲٫۶ (۱۰۹)              | ۴۳٫۳ (۱۱۰)              | ۴۳٫۵ (۱۱۰)              | ۴۳٫۵ (۱۱۰)              |
| میانگین بیش‌ترین °C (°F)     | ۳۴٫۴ (۹۴)               | ۳۳٫۵ (۹۲)               | ۳۳٫۴ (۹۲)               | ۳۲٫۵ (۹۱)               | ۳۰٫۴ (۸۷)               | ۲۸٫۲ (۸۳)               | ۲۸٫۲ (۸۳)               | ۳۰٫۰ (۸۶)               | ۳۳٫۰ (۹۱)               | ۳۵٫۸ (۹۶)               | ۳۶٫۶ (۹۸)               | ۳۶٫۱ (۹۷)               | ۳۲٫۷ (۹۱)               |
| میانگین کم‌ترین °C (°F)      | ۲۲٫۹ (۷۳)               | ۲۲٫۷ (۷۳)               | ۲۱٫۵ (۷۱)               | ۱۹٫۴ (۶۷)               | ۱۶٫۱ (۶۱)               | ۱۳٫۱ (۵۶)               | ۱۲٫۰ (۵۴)               | ۱۳٫۱ (۵۶)               | ۱۶٫۲ (۶۱)               | ۱۹٫۷ (۶۷)               | ۲۱٫۷ (۷۱)               | ۲۲٫۸ (۷۳)               | ۱۸٫۴ (۶۵)               |
| سابقهٔ کم‌ترین °C (°F)        | ۱۰٫۶ (۵۱)               | ۱۵٫۱ (۵۹)               | ۱۱٫۱ (۵۲)               | ۵٫۰ (۴۱)                | ۲٫۲ (۳۶)                | −۰٫۶ (۳۱)               | −۳٫۰ (۲۷)               | −۱٫۱ (۳۰)               | ۲٫۲ (۳۶)                | ۶٫۷ (۴۴)                | ۸٫۹ (۴۸)                | ۱۱٫۱ (۵۲)               | −۳ (۲۷)                 |
| بارندگی میلی‌متر (اینچ)      | ۲۲۴٫۹ (۸٫۸۵)            | ۲۱۲٫۹ (۸٫۳۸)            | ۱۲۳٫۱ (۴٫۸۵)            | ۲۸٫۸ (۱٫۱۳)             | ۹٫۳ (۰٫۳۷)              | ۱۰٫۴ (۰٫۴۱)             | ۶٫۷ (۰٫۲۶)              | ۴٫۳ (۰٫۱۷)              | ۶٫۴ (۰٫۲۵)              | ۱۶٫۷ (۰٫۶۶)             | ۵۰٫۷ (۲)                | ۱۲۷٫۸ (۵٫۰۳)            | ۸۲۲ (۳۲٫۳۶)             |
| میانگین روزهای بارندگی      | ۱۳٫۷                    | ۱۲٫۹                    | ۸٫۳                     | ۲٫۷                     | ۱٫۲                     | ۱٫۲                     | ۰٫۸                     | ۰٫۴                     | ۰٫۷                     | ۲٫۰                     | ۵٫۳                     | ۹٫۵                     | ۵۸٫۷                    |
| منبع: Bureau of Meteorology |                         |                         |                         |                         |                         |                         |                         |                         |                         |                         |                         |                         |                         |